# Max Moerstedt
Max Moerstedt (Mannheim, 15 gennaio 2006) è un calciatore tedesco, attaccante dell'Hoffenheim.

## Carriera

### Club
Moerstedt è cresciuto nel settore giovanile dell'Hoffenheim con cui ha firmato un contratto fino al 2027 nel febbraio del 2022. Ha debuttato in prima squadra il 3 maggio seguente nell'incontro di Bundesliga pareggiato 1-1 contro il RB Lipsia ed il 25 settembre ha segnato il suo primo gol contro il Midtjylland in Europa League.

### Nazionale
Ha giocato con le nazionali giovanili tedesche Under-16, Under-17 ed Under-18.
Con l'Under-17 nel 2023 ha vinto l'Europei ed il Mondiale di categoria, entrambi sconfiggendo in finale i pari età della Francia.

## Statistiche

### Presenze e reti nei club
Statistiche aggiornate al 6 ottobre 2024
| Stagione        | Squadra         | Campionato      | Campionato | Campionato | Coppe nazionali | Coppe nazionali | Coppe nazionali | Coppe continentali | Coppe continentali | Coppe continentali | Altre coppe | Altre coppe | Altre coppe | Totale | Totale | Totale |
| Stagione        | Squadra         | Comp            | Pres       | Reti       | Comp            | Pres            | Reti            | Comp               | Pres               | Reti               | Comp        | Pres        | Reti        | Pres   | Reti   |        |
| --------------- | --------------- | --------------- | ---------- | ---------- | --------------- | --------------- | --------------- | ------------------ | ------------------ | ------------------ | ----------- | ----------- | ----------- | ------ | ------ | ------ |
| 2024-2025       | Hoffenheim II   | RL              | 3          | 1          | -               | -               | -               | -                  | -                  | -                  | -           | -           | -           | 3      | 1      |        |
| 2023-2024       | Hoffenheim      | BL              | 1          | 0          | CG              | 0               | 0               | -                  | -                  | -                  | -           | -           | -           | 1      | 0      |        |
| 2024-2025       | Hoffenheim      | BL              | 10         | 0          | CG              | 2               | 0               | UEL                | 7                  | 1                  | -           | -           | -           | 19     | 1      |        |
| Totale carriera | Totale carriera | Totale carriera | 14         | 1          |                 | 2               | 0               |                    | 7                  | 1                  |             | -           | -           | 23     | 2      |        |

## Palmarès

### Nazionale
- Mondiali Under-17: 1

Indonesia 2023